# Calephelis montezuma
Calephelis montezuma är en fjärilsart som beskrevs av Mcalpine 1971. Calephelis montezuma ingår i släktet Calephelis och familjen Riodinidae. Inga underarter finns listade i Catalogue of Life.